# Raum Oszkár
Raum Oszkár (Székesfehérvár, 1866. március 30. – Budapest, 1934. július 10.) királyi meteorológiai intézeti I. asszisztens, meteorológus.

## Élete
A bajorországi Edelsfeldből származó, onnan 1851-ben Magyarországra települt Raum János és a pozsonyi Virzigman Tus-Egg Erzsébet fia. Középiskoláit Győrben és Sopronban, felsőbb műszaki tanulmányait pedig Bécsben végezte, 1889-ben szerzett műszaki vegyészi diplomát. Két évig Felső-Ausztriában és Győrben egy szeszfinomító és hamuzsír-gyárban dolgozott vegyészként, majd 1891 elején a Magyar Királyi Országos Meteorológiai és Földmágnességi Intézetnél lett asszisztens és a zivatarosztály vezetője. Részt vett az intézetben 1896-ban felállított csillagászati és meteorológiai múzeum munkálataiban, és több évig a múzeum őre is volt. A Földművelésügyi Minisztérium 1900-ban az országos jégverés elleni védekezés kísérleteivel bízta meg, és e célból két alkalommal is tanulmányútra küldte, egyszer Stájerországba, egyszer pedig Észak-Olaszországba. 1901-ben a padovai II. nemzetközi kongresszusra is kiküldte.
Cikkei jelentek meg a Magyar Mérnök- és Építészegylet Közlönyében (XXXII. 1895. a magyar korona országainak csapadékviszonyai, izohyetikus térképpel – a Sajó Károly-féle 200 forintos díjjal jutalmazták); a Borászati Lapokban (1901. A jégverés elleni II. védekező nemzetközi congressus előadásai Paduában, több rajzzal; 1905. A forró nyarak és aszályok hazánkban); a Természettudományi Közlönyben (1901. a jégeső és a viharágyú; 1905. Hallal való mérgezés); az Uj Időkben (1905. A sebesség őrültjei).
Felesége Weisz Klementina volt, Weisz Ferenc és Mayer Terézia lánya.

## Munkái
- Az éjjeli fagyok agrármeteorologiai szempontból. Budapest, 1897. (Különnyomat az Időjárásból).
- Védekezés a jégverés ellen. Budapest, 1899. (Kisérletügyi Közlemények II., a földmívelésügyi m. kir. miniszterium kiadványa).
- Harmat, harmatpont és helyi időprognozisok. Agrármeteorologiai tanulmány. Budapest, 1899. (Különnyomat az Időjárásból).
- A kik a felhőkkel párbajoznak. Budapest, 1899. (Különnyomat az Időjárásból).
- A hőmérséklet szerepe a mezőgazdaságban. Agrármeteorologiai tanulmány. Budapest, 1899. (Különnyomat az Időjárásból).
- Casale Monferato. Budapest, 1900. (Különnyomat az Időjárásból).
- A viharágyú és jégeső. Budapest, 1901. (Különnyomat a Természettudományi Közlönyből).
- Viharágyúk a mezőgazdaság szolgálatában. Budapest, 1901. (Különnyomat a Kisérletügyi Közleményekből).
- Záporesők és felhőszakadások 1901. június, Budapest. (Különnyomat az Időjárásból)
- Meteorologiai megfigyelések a XIV. századtól a XVII. századig. Hellmann J. értekezése alapján. Budapest, é.n. (Különny. az Időjárásból).
- Resultati avutisi dagli spari in Ungheria. Padova, 1901. (Előadás, a Diploma di benemerenza díszoklevéllel kitüntetve).
- A Nagy- és Kis Alföld csapadékviszonyai. A m. kir. orsz. meteorologiai intézet kiadása. Budapest, 1904.

Az Időjárás c. meteorológiai és csillagászati havi folyóiratnak 1900-tól társszerkesztője volt.